# Sinŏ-san
Sinŏ-san är ett berg i Sydkorea.   Det ligger i provinsen Södra Gyeongsang, i den sydöstra delen av landet, 300 km sydost om huvudstaden Seoul. Toppen på Sinŏ-san är 630 meter över havet, eller 501 meter över den omgivande terrängen. Bredden vid basen är 13,9 km.
Terrängen runt Sinŏ-san är huvudsakligen lite kuperad. Runt Sinŏ-san är det tätbefolkat, med 947 invånare per kvadratkilometer. Närmaste större samhälle är Gimhae, 5,3 km sydväst om Sinŏ-san. I omgivningarna runt Sinŏ-san växer i huvudsak blandskog.